# Activitat de les seleccions esportives catalanes - 2008
De l'activitat de les seleccions esportives catalanes de l'any 2008 destaca el Campionat del Món de futbol sala aconseguit per la selecció catalana femenina.
La selecció masculina d'hoquei patins va guanyar la seva tercera Blanes Golden Cup i va quedar subcampiona de la Copa Amèrica.
La selecció catalana de pitch and putt va aconseguir la tercera posició a la Copa del Món i va guanyar per primera vegada la selecció irlandesa, en el marc de la Copa Desafiament.
Pel que fa als reconeixements internacionals de les federacions catalanes, en aquest any 2008 es va produir un fet molt destacable com és la sentència del Tribunal d'Arbitratge de l'Esport que reconeixia el dret de la Federació Catalana de Bitlles i Bowling de ser membre de la Federació Internacional de Bitlles, també al costat d'una federació espanyola.
L'Associació Catalana de Rugbi Lliga va ser admesa per la Rugby League European Federation i la Federació Catalana de Ball Esportiu va ser reconeguda per la UCWDC en la modalitat de Line Dance.
D'altra banda la selecció catalana de curses de muntanya va veure com es refundava la federació internacional, perdent bona part dels seus drets, que van passar a mans espanyoles.
La Plataforma Pro Seleccions Esportives Catalanes va organitzar el tercer Dia de les seleccions catalanes, que es va fer a Girona, i va concedir el quart Premi President Companys a Xavier-Albert Canal, president de la Federació Catalana de Rugbi per la lluita de la seva federació envers el reconeixement internacional.
Resultats de les seleccions catalanes durant l'any 2008:
| Gener 2008 |              |         |           |           |        |     |         |               |
| 5          | Futbol sala  | Amistós | Llívia    | Catalunya | França | 4-2 | Masculí | [ 16 ]        |
| 7          | Hoquei herba | Amistós | Barcelona | Catalunya | Rússia | 6-1 | Femení  | [ 17 ] [ 18 ] |

| Març 2008 |                |                    |              |                |             |      |         |                      |
| 1-2       | Pitch and putt | Amistós            | Platja d'Aro | Catalunya      | Irlanda     | 10-6 | Mixt    | [ 19 ] [ 20 ] [ 21 ] |
| 2         | Futbol sala    | Amistós            | Quart        | Catalunya      | Bèlgica     | 1-2  | Masculí | [ 22 ] [ 23 ]        |
| 20        | Futbol sala    | Campionat d'Europa | Limburg      | Bèlgica        | Catalunya   | 2-1  | Masculí | [ 24 ] [ 25 ]        |
| 21        | Futbol sala    | Campionat d'Europa | Anvers       | Belarús        | Catalunya   | 6-3  | Masculí | [ 24 ]               |
| 21        | Corfbol        | Campionat món s19  | Ljouwert     | Bèlgica        | Catalunya   | 18-3 | Mixt    |                      |
| 21        | Corfbol        | Campionat món s19  | Ljouwert     | Catalunya      | Alemanya    | 4-8  | Mixt    |                      |
| 21        | Corfbol        | Campionat món s19  | Ljouwert     | Catalunya      | Xina Taipei | 1-9  | Mixt    |                      |
| 22        | Corfbol        | Amistós            | Ljouwert     | Equip Regional | Catalunya   | 17-3 | Mixt    |                      |
| 22        | Corfbol        | Campionat món s19  | Ljouwert     | Portugal       | Catalunya   | 8-8  | Mixt    |                      |
| 22        | Futbol sala    | Campionat d'Europa | Lieja        | França         | Catalunya   | 2-2  | Masculí | [ 26 ]               |
| 23        | Corfbol        | Campionat món s19  | Ljouwert     | Anglaterra     | Catalunya   | 9-1  | Mixt    |                      |
| 23        | Corfbol        | Campionat món s19  | Ljouwert     | Hongria        | Catalunya   | 5-6  | Mixt    |                      |
| 23        | Futbol sala    | Campionat d'Europa | Anvers       | Ucraïna        | Catalunya   | 4-3  | Masculí | [ 27 ]               |
| 24        | Futbol sala    | Campionat d'Europa | Lieja        | Noruega        | Catalunya   | 5-4  | Masculí | [ 28 ]               |

| Maig 2008 |         |                     |                          |            |           |       |         |                             |
| 1         | Fistbol | Torneig Amistós     | Linz                     | Rep. Txeca | Catalunya | 2-0   | Masculí | [ 29 ]                      |
| 1         | Fistbol | Torneig Amistós     | Linz                     | Àustria    | Catalunya | 2-0   | Masculí |                             |
| 1         | Fistbol | Torneig Amistós     | Linz                     | Sèrbia     | Catalunya | 3-0   | Masculí |                             |
| 16        | Bàsquet | Copa de les Nacions | Santiago de Compostel·la | Catalunya  | Portugal  | 75-50 | Femení  | [ 30 ] [ 31 ] [ 32 ] [ 33 ] |
| 17        | Bàsquet | Copa de les Nacions | Santiago de Compostel·la | Galícia    | Catalunya | 51-66 | Femení  | [ 34 ]                      |
| 24        | Futbol  | Amistós             | Barcelona                | Catalunya  | Argentina | 0-1   | Masculí | [ 35 ]                      |
| 24        | Handbol | Copa de les Nacions | Guissona                 | Catalunya  | Brasil    | 18-36 | Femení  | [ 36 ] [ 37 ]               |
| 25        | Handbol | Copa de les Nacions | Tàrrega                  | Catalunya  | Galícia   | 15-22 | Femení  | [ 38 ] [ 39 ]               |
| 26        | Handbol | Amistós             | Sant Joan Despí          | Catalunya  | Brasil    | 19-33 | Femení  | [ 40 ]                      |

| Juny 2008 |               |                     |                        |           |            |       |         |                             |
| 6         | Bàsquet       | Copa de les Nacions | Girona                 | Catalunya | Pais Basc  | 79-81 | Masculí | [ 41 ] [ 42 ]               |
| 7         | Bàsquet       | Copa de les Nacions | Girona                 | Catalunya | Portugal   | 93-63 | Masculí | [ 43 ]                      |
| 7         | Tennis taula  | Amistós             | Girona                 | Catalunya | Anglaterra | 2-1   | Masculí | [ 44 ] [ 45 ]               |
| 7         | Handbol       | Amistós             | Girona                 | Catalunya | Tunísia    | 38-30 | Masculí | [ 46 ] [ 47 ]               |
| 7         | Handbol       | Amistós             | Riudellots de la Selva | Catalunya | Galícia    | 24-33 | Femení  | [ 48 ]                      |
| 7         | Rugbi a 13    | Amistós             | Girona                 | Catalunya | França B   | 18-64 | Masculí | [ 49 ]                      |
| 8         | Handbol       | Amistós             | Girona                 | Catalunya | Galícia    | 24-35 | Femení  | [ 50 ]                      |
| 20        | Tennis taula  | Amistós             | Ripollet               | Catalunya | Grècia     | 2-3   | Femení  | [ 51 ] [ 52 ] [ 53 ] [ 54 ] |
| 21        | Rugbi a 13    | Amistós             | Perpinyà               | Catalunya | Marroc     | 12-62 | Masculí | [ 55 ] [ 56 ]               |
| 26        | Hoquei patins | Blanes Golden Cup   | Blanes                 | Catalunya | Suïssa     | 7-3   | Masculí | [ 57 ]                      |
| 27        | Hoquei patins | Blanes Golden Cup   | Blanes                 | Catalunya | Itàlia     | 2-1   | Masculí | [ 58 ]                      |
| 28        | Hoquei patins | Blanes Golden Cup   | Blanes                 | Catalunya | França     | 10-4  | Masculí | [ 59 ]                      |
| 29        | Hoquei patins | Blanes Golden Cup   | Blanes                 | Catalunya | Blanes HC  | 4-2   | Masculí | [ 60 ]                      |

| Juliol 2008 |               |                    |              |            |                   |     |         |                      |
| 14          | Hoq. patins   | Copa Amèrica       | Buenos Aires | Catalunya  | Xile              | 8-1 | Masculí | [ 62 ] [ 63 ]        |
| 15          | Hoquei patins | Copa Amèrica       | Buenos Aires | Catalunya  | Selecció Portenya | 6-3 | Masculí | [ 64 ] [ 65 ]        |
| 16          | Hoquei patins | Copa Amèrica       | Buenos Aires | Catalunya  | Brasil            | 8-0 | Masculí | [ 66 ] [ 67 ]        |
| 16          | Hoquei patins | Copa Amèrica       | Buenos Aires | Argentina  | Catalunya         | 3-4 | Masculí | [ 68 ] [ 69 ]        |
| 17          | Hoquei patins | Copa Amèrica       | Buenos Aires | Catalunya  | Uruguai           | 6-0 | Masculí | [ 70 ] [ 71 ]        |
| 18          | Hoquei patins | Copa Amèrica       | Buenos Aires | Catalunya  | Brasil            | 4-2 | Masculí | [ 72 ] [ 73 ]        |
| 19          | Hoquei patins | Copa Amèrica       | Buenos Aires | Argentina  | Catalunya         | 4-3 | Masculí | [ 74 ] [ 75 ] [ 76 ] |
| 25          | Fistbol       | Campionat d'Europa | Stuttgart    | Sèrbia     | Catalunya         | 3-1 | Masculí |                      |
| 26          | Fistbol       | Campionat d'Europa | Stuttgart    | Rep. Txeca | Catalunya         | 3-0 | Masculí |                      |
| 27          | Fistbol       | Campionat d'Europa | Stuttgart    | Sèrbia     | Catalunya         | 3-0 | Masculí |                      |
| 27          | Fistbol       | Campionat d'Europa | Stuttgart    | Rep. Txeca | Catalunya         | 3-0 | Masculí |                      |

| Agost 2008 |           |                   |         |               |           |     |         |  |
| 7          | Raquetbol | Campionat del Món | Irlanda | Catalunya     | Guatemala | 2-1 | Masculí |  |
| 7          | Raquetbol | Campionat del Món | Irlanda | Veneçuela     | Catalunya | 2-1 | Masculí |  |
| 7          | Raquetbol | Campionat del Món | Irlanda | Japó          | Catalunya | 3-0 | Femení  |  |
| 8          | Raquetbol | Campionat del Món | Irlanda | Alemanya      | Catalunya | 2-1 | Femení  |  |
| 8          | Raquetbol | Campionat del Món | Irlanda | Corea del Sud | Catalunya | 2-1 | Masculí |  |

| Setembre 2008 |                 |                       |        |           |               |       |         |               |
| 6             | Hoquei en línia | Torneig amistós       | Lloret | Catalunya | França        | 6-2   | Masculí |               |
| 6             | Hoquei en línia | Torneig amistós       | Lloret | Catalunya | País Basc     | 3-2   | Femení  |               |
| 6             | Hoquei en línia | Torneig amistós       | Lloret | Catalunya | País Basc     | 4-2   | Masculí |               |
| 6             | Hoquei en línia | Torneig amistós       | Lloret | Catalunya | Castella Lleó | 4-2   | Masculí |               |
| 7             | Hoquei en línia | Torneig amistós       | Lloret | Catalunya | França        | 5-6   | Masculí |               |
| 6             | Hoquei en línia | Torneig amistós       | Lloret | Catalunya | País Basc     | 2-4   | Femení  |               |
| 11            | Fut. australià  | Campionat del Món a 9 | Valls  | Catalunya | Senegal       | 62-60 | Masculí | [ 77 ]        |
| 12            | Fut. australià  | Campionat del Món a 9 | Valls  | Catalunya | Argentina     | 75-70 | Masculí | [ 77 ]        |
| 14            | Fut. australià  | Campionat del Món a 9 | Valls  | Catalunya | Andorra       | 94-17 | Masculí | [ 77 ]        |
| 14            | Fut. australià  | Campionat del Món a 9 | Valls  | Catalunya | França        | 40-60 | Masculí | [ 77 ] [ 78 ] |
| 29            | Futbol sala     | Campionat del Món     | Reus   | Catalunya | Rep. Txeca    | 4-0   | Femení  | [ 79 ]        |

| Octubre 2008 |                |                    |                        |               |               |         |         |               |
| 1            | Futbol sala    | Campionat del Món  | Reus                   | Catalunya     | Colòmbia      | 1-2     | Femení  | [ 80 ]        |
| 3            | Futbol sala    | Campionat del Món  | Reus                   | Catalunya     | Austràlia     | 3-2     | Femení  | [ 81 ]        |
| 4            | Futbol sala    | Campionat del Món  | Reus                   | Catalunya     | Rússia        | 3-2     | Femení  | [ 82 ]        |
| 5            | Futbol sala    | Campionat del Món  | Reus                   | Catalunya     | Galícia       | 4-0     | Femení  | [ 83 ]        |
| 4            | Bàsquet cadira | Amistós            | Barcelona              | Catalunya     | Letònia       | 59-43   | Masculí | [ 84 ]        |
| 11           | Fut. australià | Campionat d'Europa | Praga                  | Catalunya     | EU Crusaders  | 64-59   | Masculí | [ 85 ]        |
| 11           | Fut. australià | Campionat d'Europa | Praga                  | Suècia        | Catalunya     | 100-51  | Masculí | [ 86 ]        |
| 11           | Fut. australià | Campionat d'Europa | Praga                  | Catalunya     | Àustria       | 84-53   | Masculí | [ 87 ]        |
| 11           | Fut. australià | Campionat d'Europa | Praga                  | Anglaterra    | Catalunya     | 138-47  | Masculí | [ 88 ]        |
| 11           | Fut. australià | Campionat d'Europa | Praga                  | Finlàndia     | Catalunya     | 89-53   | Masculí | [ 89 ]        |
| 11           | Fut. australià | Campionat d'Europa | Praga                  | Catalunya     | Escòcia       | 81-21   | Masculí | [ 90 ]        |
| 16-17        | Pitch and putt | Copa del Món       | Arnhem (Països Baixos) | Catalunya     | Austràlia     | 3-2     | Masculí | [ 91 ] [ 92 ] |
| 17           | Pitch and putt | Copa del Món       | Arnhem (Països Baixos) | Països Baixos | Catalunya     | 4,5-0,5 | Masculí | [ 91 ]        |
| 18           | Pitch and putt | Copa del Món       | Arnhem (Països Baixos) | Catalunya     | Gran Bretanya | 3,5-1,5 | Masculí | [ 5 ]         |

| Novembre 2008 |              |                  |                     |           |           |     |         |        |
| 1             | Halterofília | Ciutat de Girona | Girona              | Catalunya | Itàlia    | CAT | Masculí | [ 93 ] |
| 1             | Futbol sala  | Amistós          | Soignies (Bèlgica)  | Bèlgica   | Catalunya | 7-2 | Masculí | [ 94 ] |
| 2             | Futbol sala  | Amistós          | Vilvoorde (Bèlgica) | Bèlgica   | Catalunya | 4-0 | Masculí |        |

| Desembre 2008 |               |                 |                          |           |                  |         |         |                              |
| 19            | Escacs        | Torneig amistós | Sant Sebastià            | País Basc | Catalunya        | 2-2     | Masculí | [ 95 ]                       |
| 20            | Escacs        | Torneig amistós | Sant Sebastià            | Catalunya | Argentina        | 3-1     | Masculí |                              |
| 20            | Escacs        | Torneig amistós | Sant Sebastià            | Catalunya | França           | 2,5-1,5 | Masculí |                              |
| 27            | Hoquei patins | Amistós         | Sant Hipòlit de Voltregà | Catalunya | Selecció mundial | 9-4     | Femení  | [ 96 ]                       |
| 27            | Corfbol       | Torneig amistós | Reus                     | Catalunya | Portugal         | 18-25   | Mixt    | [ 97 ] [ 98 ] [ 99 ] [ 100 ] |
| 28            | Corfbol       | Torneig amistós | Reus                     | Catalunya | Alemanya         | 16-17   | Mixt    | [ 101 ]                      |
| 28            | Futbol        | Amistós         | Barcelona                | Catalunya | Colòmbia         | 2-1     | Masculí | [ 102 ] [ 103 ]              |

- En negreta els esports on les seleccions catalanes estan reconegudes oficialment.
- En negreta els campionats del món i continentals oficials.